# Exocentrus ravillus
Exocentrus ravillus es una especie de escarabajo longicornio del género Exocentrus, subfamilia Lamiinae. Fue descrita científicamente por Holzschuh en 1984.
Se distribuye por India y Nepal. Mide 4,9-7,4 milímetros de longitud. El período de vuelo ocurre en los meses de mayo y junio.